# Ravna Gora

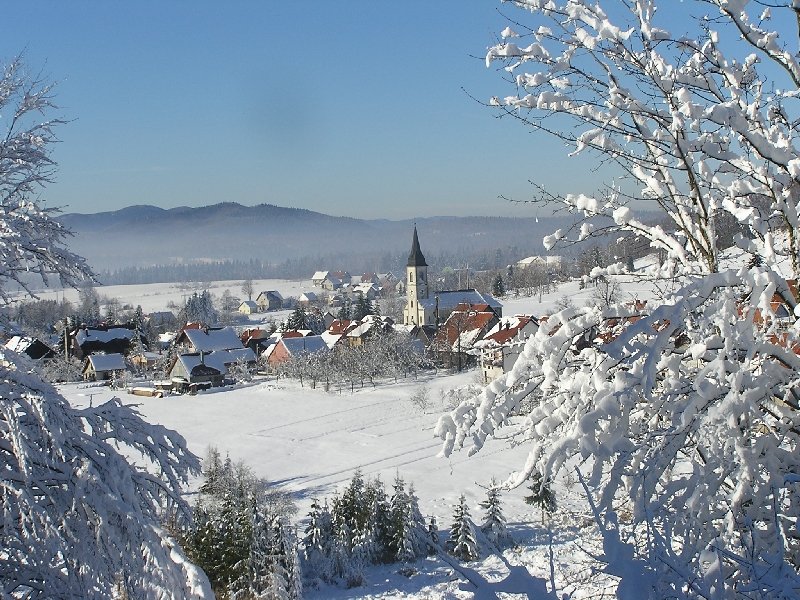
Ravna Gora v zimě

Ravna Gora je vesnice a správní středisko stejnojmenné opčiny v Chorvatsku v Přímořsko-gorskokotarské župě. Nachází se v horském regionu Gorski Kotar, asi 11 km západně od Vrbovska a asi 12 km jihovýchodně od Delnice. V roce 2011 žilo v Ravné Goře 1 709 obyvatel, v celé opčině pak 2 430 obyvatel. Počet obyvatel opčiny od roku 1953 pravidelně klesá.
Opčina zahrnuje celkem 6 trvale obydlených vesnic, pouze ve dvou z nich však žije více než sto obyvatel.
- Kupjak – 227 obyvatel
- Leskova Draga – 10 obyvatel
- Ravna Gora – 1 709 obyvatel
- Stara Sušica – 262 obyvatel
- Stari Laz – 201 obyvatel
- Šije – 21 obyvatel

Dříve se zde nacházely i vesnice Kosica Skradska (od roku 2001 součástí vesnice Stari Laz) a Šiljska Kosa (od roku 2001 součástí vesnice Ravna Gora). V roce 1991 žili v Kosici Skradské 4 obyvatelé a v Šiljské Kose 99 obyvatel.
Nejdůležitějšími silnicemi v opčině jsou D3, 5034 a 5069; blízko též prochází dálnice A6.